# 星王朝
星王朝（英語：Mega-Vision Project Workshop，MVPW）前身：王晶創作室有限公司，是由製作人王晶2010年成立的影視製作公司，業務包括電影和電視劇製作及發行。

## 歷史
前身為劇王朝與影王朝，劇王朝由王晶和漢傳媒合資成立，姐妹公司為影王朝，主要從事電視劇製作和電視劇發行，并和其他內地公司合作拍劇。影王朝由王晶和漢傳媒合資在2003年5月成立，姐妹公司為劇王朝，主要從事電影製作和電影發行。其後劇王朝與影王朝結合成星王朝。

## 電影
| 上映年份 | 片名                 | 導演                 | 演員                                         | 票房   | 備註                       |
| -------- | -------------------- | -------------------- | -------------------------------------------- | ------ | -------------------------- |
| 2013     | 古惑仔：江湖新秩序   | 陳翊恆               | 羅仲謙、伍允龍、梁烈唯、沈震軒、黃貫中       |        |                            |
| 2013     | 第一次不是你         | 葉念琛               | 蔣家旻、馬志威                               |        |                            |
| 2014     | 黑色喜劇             | 錢國偉               | 杜汶澤、王祖藍、詹瑞文、童菲、楊思琦、林盛斌 |        |                            |
| 2014     | 唐伯虎衝上雲霄       | 張敏                 | 杜汶澤、陳靜、文凱玲、林子聰、何浩文         |        |                            |
| 2014     | 賭城風雲             | 王晶、鍾少雄         | 周潤發、謝霆鋒、杜汶澤、景甜                 |        |                            |
| 2015     | 賭城風雲II           | 王晶、張敏           | 周潤發、張家輝、劉嘉玲、余文樂               |        |                            |
| 2016     | 賭城風雲III          | 劉偉強、王晶、鍾少雄 | 周潤發、劉德華、張學友、張家輝、劉嘉玲       |        |                            |
| 2016     | IGirl 夢情人         | 闞家偉               | 鄭伊健、周秀娜、何浩文、文凱玲               |        |                            |
| 2016     | 寶貝當家             | 張敏                 | 王詩齡、吳鎮宇、楊千嬅                       |        |                            |
| 2016     | 偷天特務             | 王晶                 | 劉德華、黃曉明                               |        |                            |
| 2016     | 失戀日               | 葉念琛               | 鄧麗欣、麥明詩、劉浩龍                       |        |                            |
| 2017     | 黑白迷宮             | 闞家偉               | 任達華、陳小春、伍允龍、邱意濃、張兆輝       |        |                            |
| 2017     | 追龍                 | 王晶、關智耀、張敏   | 甄子丹、劉德華                               |        |                            |
| 2017     | 降魔傳               | 王晶、鍾少雄         | 鄭愷、張雨綺、謝依霖、王祖藍、羅家英         |        |                            |
| 2017     | 愛情奴隸獸           | 葉念琛               | 方力申、蘇麗珊                               |        |                            |
| 2018     | 大嫂                 | 闞家偉               | 徐冬冬、伍允龍、張錦程                       |        |                            |
| 2018     | 大師兄               | 闞家偉               | 甄子丹、陳喬恩                               |        |                            |
| 2019     | 唐伯虎點秋香2019     | 張敏                 | 陳浩民、林子聰、何浩文、陳百祥、苑瓊丹       | 不適用 | 網絡電影                   |
| 2019     | 好漢三條半           | 林子聰               | 王晶、孟瑤、陳浩民、林子聰、金剛             | 不適用 | 網絡電影                   |
| 2019     | 最佳男友進化論       | 林子聰               | 鄭愷、徐冬冬、張雨綺                         | 不適用 | 前名：男神訓練營、網絡電影 |
| 2019     | 追龍II：賊王         | 王晶、關智耀         | 梁家輝、古天樂、林家棟、任達華               |        |                            |
| 2019     | 新河東獅吼           | 張敏                 | 陳浩民、胡然、陳百祥                         | 不適用 | 網絡電影                   |
| 2020     | 肥龍過江             | 谷垣健治             | 甄子丹、王晶、毛舜筠、周勵淇、竹中直人       |        | 翻拍1978年電影《肥龍過江》 |
| 2020     | 孫悟空大戰盤絲洞     | 王晶、姜國民         | 陳浩民、羅家英、林子聰、火星、雲千千         | 不適用 | 網絡電影                   |
| 2021     | 金錢帝國：追虎擒龍   | 王晶                 | 古天樂、吳鎮宇、梁家輝、林家棟、胡杏兒       |        | 《金錢帝國》續作           |
| 2022     | 倚天屠龍記之九陽神功 | 王晶、姜國民         | 林峯、文詠珊、邱意濃                         | 不適用 | 網絡電影                   |
| 2022     | 倚天屠龍記之聖火雄風 | 王晶、姜國民         | 林峯、文詠珊、邱意濃                         | 不適用 | 網絡電影                   |

## 劇集
- 《冒險王衛斯理》（2018）
- 《荷里活有個大老千》（2019）
- 《情陷聊齋之倩女幽魂》（待播映）
- 《情陷聊齋之畫皮》（待播映）

## 旗下藝人
| 男藝員 - 伍允龍 - 何浩文 - 林子善 - 李嘉 | 女藝員 - 胡 然 - 文凱玲 - 王子涵 - 蔡 潔 - 邱意濃 - 雲千千（戴芊芊） - 甄 琪 - 常钰词 - 王寶葆 - 解斯童 - 汤加文 - 方敏婷 - 王馨瑶 - 韓昕怡 - 林莉嫻（已退出） - 唐紫睿（已約滿） - 童 菲（已約滿） - 曹思詩（已約滿，離開娛樂圈） - 陳潔玲（已約滿） - 徐冬冬（已約滿） - 鍾采羲（已約滿） - 孟 瑤（已約滿） |

## 外部連結
- 官方网站
- 香港影庫上《星王朝》的資料（繁體中文）